# Alfonso de Portago
Alfonso de Portago (de son nom complet Alfonso Antonio Vicente Eduardo Angel Blas Francisco de Borja Cabeza de Vaca y Leighton Carvajal y Are, comte de la Mejorada, marquis de Portago), plus connu sous son surnom de Fon de Portago, né le 11 octobre 1928 à Londres, où il résidait, et mort le 12 mai 1957 près de Guidizzolo, en Italie, est un pilote automobile espagnol. Avant Fernando Alonso en 2010, il était le seul Espagnol à avoir piloté une Ferrari en Formule 1.

## Biographie
Alfonso de Portago est le frère de la marquise de Moratalla, connue notamment pour sa fortune.
Après de nombreuses courses automobiles (dont la Carrera Panamericana 1953 avec Luigi Chinetti sur une Ferrari 375 MM), il commence sa carrière en Formule 1 le 1er juillet 1956, lors du Grand Prix automobile de France 1956. Il participe à six Grands prix sous les couleurs de la Scuderia Ferrari.

## Mort

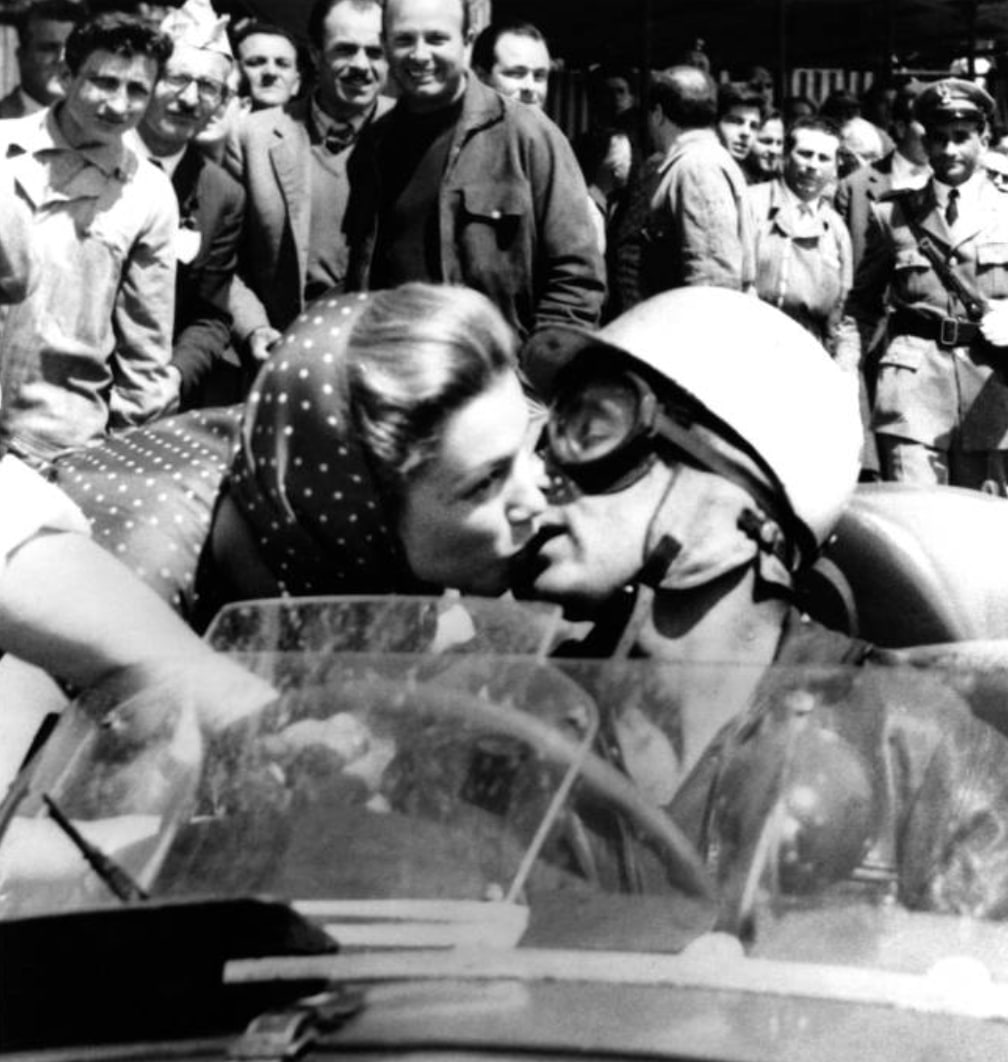
Le baiser de la mort de Linda Christian à de Portago quelques heures avant son accident mortel.

L'épreuve des Mille Miglia 1957 est endeuillée par un grave accident, à Guidizzolo (Mantoue), quand une pierre fait éclater un pneu de la Ferrari 335 S d'Alfonso de Portago qui part en vol plané et fauche une trentaine de spectateurs ; de Portago, son copilote Edmund Nelson, neuf spectateurs dont cinq enfants, meurent sur le coup. Un des blessés meurt ensuite à l'hôpital. La course n'est pas interrompue mais les Mille Miglia n'y survivront pas.
Il est inhumé au cimetière d'Arcangues.

## Résultats en championnat du monde de Formule 1
| Saison | Écurie           | Châssis     | Moteur          | Pneus     | GP disputés | Points inscrits | Classement |
| ------ | ---------------- | ----------- | --------------- | --------- | ----------- | --------------- | ---------- |
| 1956   | Scuderia Ferrari | Ferrari D50 | Ferrari DS50 V8 | Englebert | 4           | 3               | 15e        |
| 1957   | Scuderia Ferrari | Ferrari 801 | Ferrari DS50 V8 | Pirelli   | 1           | 1               | 20e        |

## Victoires en Sport
- Circuit de Metz, en 1954 (Maserati A6GCS);
- Coupe des Bahamas, en 1954 (Ferrari 750 Monza);
- Trophée du Gouverneur, en 1955 à Nassau (Ferrari 750 Monza; 2e en 1956);
- Circuit de Porto, en 1956 (Ferrari 857 (de) Monza);
- Tour de France automobile, en 1956 avec Edmont Nelson (Ferrari 250 GT);
- Coupes du Salon, en 1956 à Montlhéry (Ferrari 250 GT);
- Coupes de Vitesse, en 1957 à Montlhéry (Ferrari 250 GT).

(il obtint de nombreux autres podiums notables en SportsCars, dont 2e des 1 000 kilomètres de Buenos-Ares 1954 -3e en 1957-, du Trophée de Nassau 1954 et 1955 -3e en 1956-, du GP du Venezuela 1955, de la Kanonloppet 1956, ainsi que 3e des 1 000 kilomètres du Nürburgring 1956, du GP de Suède 1956, et du GP de Cuba 1957.)

## Dans la culture
Dans le film Ferrari (2023), de Michael Mann, centré en grande partie sur les Mille Miglia 1957, le rôle de Fon de Portago est tenu par Gabriel Leone.